# Supersport Series 2002/03
Die Supersport Series 2002/03 war die 74. Saison des vormals als Currie Cup bekannten nationalen First-Class-Cricket-Wettbewerbes in Südafrika und wurde vom 20. September 2002 bis zum 5. November 2002 ausgetragen. Im Finale konnte sich die Easterns gegen Western Province mit 273 Runs durchsetzen.

## Format
Die Mannschaften spielten in zwei Divisionen gegen jede andere Team jeweils einmal. Für einen Sieg erhielt ein Team zunächst 10 Punkte, für ein Unentschieden (beide Mannschaften erzielen die gleiche Anzahl an Runs) 6 Punkte. Sollte kein Ergebnis erreicht werden und das Spiel in einem Remis enden, bekommen beide Mannschaften 0 Punkte, wenn das Spiel abgesagt wird, 5 Punkte. Zusätzlich besteht die Möglichkeit, in den ersten 100 Over des ersten Innings Bonuspunkte zu sammeln. Dabei werden für die ersten 150 Runs ein Punkt und für jeden weiteren Run 0,02 Punkte vergeben, jeweils 1 Bowling Bonus Punkte gibt es für das Erreichen des 3, 5, 7, 9 Wickets. Im Falle einer Reduktion der Spieldauer auf einen Tag werden keine Bonuspunkte vergeben. Des Weiteren ist es möglich, dass Mannschaften Punkte abgezogen bekommen, wenn sie beispielsweise zu langsam spielen oder der Platz nicht ordnungsgemäß hergerichtet ist. Am Ende der Saison spielten die beiden erstplatzierten der Divisionen im Finale den Sieger des Wettbewerbes aus.

## Resultate

### Gruppe A
Die Tabelle der Saison nahm Ende die nachfolgende Gestalt an.
| Teams            | Sp. | S | N | U | R | A | Bat   | Bwl | Ded | Punkte |
| ---------------- | --- | - | - | - | - | - | ----- | --- | --- | ------ |
| Western Province | 5   | 3 | 0 | 0 | 2 | 0 | 21.18 | 17  | 0   | 68.18  |
| Free State       | 5   | 3 | 1 | 0 | 1 | 0 | 15.3  | 17  | 0   | 62.3   |
| Border           | 5   | 3 | 1 | 0 | 1 | 0 | 12.62 | 15  | 0   | 57.62  |
| KwaZulu-Natal    | 5   | 2 | 3 | 0 | 0 | 0 | 14.3  | 18  | 0   | 52.3   |
| Griqualand West  | 5   | 1 | 3 | 0 | 1 | 0 | 17.84 | 12  | 0   | 39.84  |
| Boland           | 5   | 0 | 4 | 0 | 1 | 0 | 14.68 | 10  | 0   | 24.68  |

Sieg: 10 Punkte; Remis: 0 Punkte

### Gruppe B
Die Tabelle der Saison nahm Ende die nachfolgende Gestalt an.
| Teams            | Sp. | S | N | U | R | A | Bat   | Bwl | Ded | Punkte |
| ---------------- | --- | - | - | - | - | - | ----- | --- | --- | ------ |
| Easterns         | 4   | 3 | 0 | 0 | 1 | 0 | 12.76 | 14  | 0   | 56.76  |
| Northerns        | 4   | 1 | 1 | 0 | 2 | 0 | 9.68  | 13  | 0   | 32.68  |
| Gauteng          | 4   | 0 | 0 | 0 | 4 | 0 | 13.36 | 12  | 0   | 25.36  |
| Eastern Province | 4   | 0 | 2 | 0 | 2 | 0 | 13.3  | 10  | 0   | 23.3   |
| North West       | 4   | 0 | 1 | 0 | 3 | 0 | 13.56 | 8   | 0   | 21.56  |

Sieg: 10 Punkte; Remis: 0 Punkte

## Finale
| 1. – 5. November Scorecard | Benoni | Easterns 238 (70.1) & 472 (187.3) | – | Western Province 309 (119) & 128 (73.4) |
|                            |        | Easterns gewinnt mit 273 Runs     |   |                                         |